# Любчанский сельсовет
Любчанский сельсовет — административная единица на территории Новогрудского района Гродненской области Белоруссии. Административный центр сельсовета — городской посёлок Любча, расположен 25 км от Новогрудка и 50 км от ближайшей железной станции г. п. Новоельня. До 26 декабря 2013 года носил название Любчанского поселкового Совета.

## Состав
Любчанский сельсовет включает 24 населённых пункта:
- Ачукевичи — деревня.
- Бор — деревня.
- Будные — деревня.
- Вересково — деревня.
- Галковичи — деревня.
- Голендерня — хутор.
- Голынь — деревня.
- Делятичи — деревня.
- Евсеевичи — деревня.
- Загорье-Делятичское — деревня.
- Капощево — деревня.
- Куписк — деревня.
- Любча — городской посёлок.
- Набережная — деревня.
- Плянта — деревня.
- Победа — деревня.
- Подзагорье — деревня.
- Ревятичи — деревня.
- Сенно — деревня.
- Скрышево — деревня.
- Слобода — деревня.
- Ходосы — деревня.
- Хорошево — деревня.
- Черешля — деревня.

## Производственная сфера
- СПК «Принеманский» — хозяйство мясо-молочного направления с развитым свеклосеянием
- Линейно-техническая бригада
- Лесничество
- Филиал Новогрудского МДК Любчанский — сырцех
- Жилищно-коммунальный участок РУП ЖКХ г. Новогрудка

## Социальная сфера
Учреждения образования: ГУО «Любчанская средняя общеобразовательная школа», ГУО «Вересковский учебно-педагогический комплекс детский сад-средняя общеобразовательная школа», ГУО «Любчанский дошкольный центр развития ребёнка Новогрудского района».
Учреждения здравоохранения: больница, поликлиника, аптека, зубопротезная лаборатория; Вересковская врачебная амбулатория, ФАП: д. Делятичи, Куписк

##### Культура
Центральный Дом культуры, библиотека, «Народны музей Любчанскага краю»; сельские клубы: д. Вересково, д. Делятичи, д. Скрышево, д. Бор, д. Сенно; музей-клуб в д. Черешля; детская школа-искусств г.п. Любча.

## Памятные места
На территории сельсовета находятся воинские захоронения:
- Памятник-обелиск Л. Сечко, 5 братских могил, индивидуальная могила на гражданском кладбище, обелиск, мемориальная доска освободителям, стела-памятник в честь Любчанского подпольного райкома КПБ и партизанской бригады имени Дзержинского, все в г. п. Любча
- Братская могила и 3 индивидуальные могилы в д. Черешля
- Место партизанского лагеря около д. Черешля
- Памятники воинам-землякам в деревнях Вересково, Голынь, Делятичи, Куписк
- Стела в д. Голынь
- Памятник М. Белушу в д. Куписк